# Animal
För andra betydelser, se Animal (olika betydelser).
Animal är den amerikanska sångerskan Keshas debutalbum. Det släpptes 1 januari 2010 av RCA Records. Kesha samarbetade med en rad producenter och låtskrivare, bland annat Dr. Luke och Max Martin. Textmässigt så handlar majoriteten av låtarna om hennes upplevelser av kärlek och killar.

## Mottagande

### Kritiker
Albumet mottog blandade recensioner av kritiker. Albumet har för närvarande 54 poäng av 100 på Metacritic. Svenska Dagbladet gav albumet två av sex poäng och hävdar att albumet "inte ger något tuggmotstånd". Barometern gav albumet två av fem poäng och anmärker samtidigt att det låter som "en sämre variant av Pink eller Katy Perry". MusicOMH gav det fyra av fem stjärnor och skrev även att det var "ett bra danspopalbum".

### Kommersiell framgång
I USA debuterade Animal som nummer ett på Billboard 200 den 23 januari 2010 med 152 000 sålda album.

## Låtlista
| Nr           | Titel                                   | Längd |
| ------------ | --------------------------------------- | ----- |
| 1.           | Your Love Is My Drug                    | 3:06  |
| 2.           | Tik Tok                                 | 3:19  |
| 3.           | Take It Off                             | 3:35  |
| 4.           | Kiss n Tell                             | 3:27  |
| 5.           | Stephen                                 | 3:32  |
| 6.           | Blah Blah Blah (Tillsammans med 3OH!3.) | 2:52  |
| 7.           | Hungover                                | 3:52  |
| 8.           | Party at a Rich Dude's House            | 2:55  |
| 9.           | Backstabber                             | 3:06  |
| 10.          | Blind                                   | 3:17  |
| 11.          | Dinosaur                                | 2:55  |
| 12.          | Dancing with Tears in My Eyes           | 3:29  |
| 13.          | Boots & Boys                            | 2:56  |
| 14.          | Animal                                  | 3:57  |
| Total längd: | Total längd:                            | 46:18 |